# Alexandre Volkoff
Alexandre Volkoff foi um diretor de cinema.

## Filmografia

### Diretor
- Beglets (1914)
- Ismail-Bey (1914)